# Tim Witherspoon
Tim Witherspoon (Filadelfia, 27 de diciembre de 1957) es un exboxeador profesional estadounidense que compitió entre los años 1979 y 2003. Fue dos veces campeón del mundo de boxeo en la categoría de los pesos pesados, la primera en 1984 el cinturón del Consejo Mundial de Boxeo, y en 1986 el de la Asociación Mundial de Boxeo.

## Biografía

### Primer título
El 20 de mayo de 1983, tuvo su primera oportunidad de ganar el título mundial ante el campeón del Consejo Mundial de Boxeo, Larry Holmes en el hotel Dunes en Las Vegas. Perdió por decisión dividida, pero el resultado fue muy igualado. Ese año también peleó ante Floyd Cummings y James Tillis, al que derrotó por nocaut en el primer asalto para adjudicarse el título NABF.
En diciembre de 1983, el campeón, Holmes, renunció a su título del Consejo Mundial, ya que no quiso defenderlo ante Greg Page. Witherspoon peleó ante Page por el título vacante el 9 de marzo de 1984. Page se presentó con sobrepeso y perdió el combate. En la primera defensa como campeón del mundo de Witherspoon peleó ante Pinklon Thomas, el 31 de agosto, pero perdió por decisión mayoritaria.